# Yangjeong-dong, Namyangju
Yangjeong-dong (koreanska: 양정동)  är en stadsdel i staden Namyangju i  provinsen Gyeonggi i den norra delen av Sydkorea, 20 km nordost om huvudstaden Seoul.